# Українська баскетбольна суперліга 2021—2022
Українська баскетбольна суперліга 2021—2022 — 31-й сезон української баскетбольної суперліги, який розпочався 23 вересня 2021 року. Чемпіонат повинен був завершитися 1 червня 2022 року, проте 24 лютого 2022 року турнір було призупинено через вторгнення російських військ на територію України.

## Регламент змагань
У чемпіонаті беруть участь 12 команд. 
Змагання проводяться у 4 кола за круговою системою.
Команди які посіли з 1 по 8 місця виходять до раунду плей-оф.
Раунд плей-оф поділяється на 3 стадії: 1/4 фіналу, 1/2 фіналу і фінал. Команди, які програли в 1/2 фіналу, грали між собою у матчі за 3 місце.
Команда вигравала у стадії плей-оф, якщо здобувала 3 перемоги.
Команді, що посіла перше місце серед команд Дивізіону "А" (Суперліги) за  підсумками регулярного сезону,  присвоюють звання "Чемпіон регулярного  чемпіонату України". Команді, що посіла перше місце серед  команд Дивізіону "А" (Суперліги) за підсумками ігор плей-оф, присвоюють  звання "Чемпіон України". 

## Учасники
| Команда             | Населений пункт | Місце в Суперлізі 2020/2021 |
| ------------------- | --------------- | --------------------------- |
| «Будівельник»       | Київ            | 7 (1/4)                     |
| «Дніпро»            | Дніпро          | 2 (1/2)                     |
| «БК Запоріжжя»      | Запоріжжя       | 4 (фіналіст)                |
| «Київ-Баскет»       | Київ            | 1 (1/2)                     |
| «БК Кривбас»        | Кривий Ріг      | 1 (вища ліга)               |
| «МБК Миколаїв»      | Миколаїв        | 11                          |
| «БК Одеса»          | Одеса           | 9                           |
| «БК Прометей»       | Кам'янське      | 3 (чемпіон)                 |
| «Тернопіль ТНЕУ»    | Тернопіль       | 5 (1/4)                     |
| «Харківські Соколи» | Харків          | 10                          |
| «Хімік»             | Южне            | 6 (1/4)                     |
| «Черкаські мавпи»   | Черкаси         | 8 (1/4)                     |

Місце в регулярному чемпіонаті (місце у плей-оф)

### Керівництво, тренери та спонсори
| Команда             | Головний тренер       | Екіпірування |
| ------------------- | --------------------- | ------------ |
| «Будівельник»       | Ігор Міглінієкс       | Tuta         |
| «Дніпро»            | Дмитро Болдаєв        | Adidas       |
| «БК Запоріжжя»      | Станіслав Овдєєнко    | Errea        |
| «Київ-Баскет»       | Айнарс Багатскіс      | Errea        |
| «БК Кривбас»        | Артем Сліпенчук       | ARTY Sport   |
| «МБК Миколаїв»      | Олександр Цикалюк     | Joma         |
| «БК Одеса»          | Олег Юшкін            | Errea        |
| «БК Прометей»       | / Ронен Гінзбург      | Nike         |
| «Тернопіль ТНЕУ»    | Дмитро Забірченко     | ARTY Sport   |
| «Харківські Соколи» | Валерій Плеханов      | Errea        |
| «Хімік»             | Віталій Степановський | Joma         |
| «Черкаські мавпи»   | Максим Міхельсон      | Errea        |

## Турнірна таблиця
| М  | Команда             | Ігри | Перемоги | Поразки |
| -- | ------------------- | ---- | -------- | ------- |
| 1  | «БК Прометей»       | 26   | 25       | 1       |
| 2  | «Будівельник»       | 31   | 23       | 8       |
| 3  | «Київ-Баскет»       | 28   | 19       | 9       |
| 4  | «Дніпро»            | 29   | 19       | 10      |
| 5  | «Харківські Соколи» | 29   | 17       | 12      |
| 6  | «Хімік»             | 28   | 13       | 15      |
| 7  | «БК Запоріжжя»      | 31   | 14       | 17      |
| 8  | «БК Кривбас»        | 28   | 11       | 17      |
| 9  | «Тернопіль ТНЕУ»    | 31   | 11       | 20      |
| 10 | «БК Одеса»          | 30   | 10       | 20      |
| 11 | «Черкаські мавпи»   | 32   | 8        | 24      |
| 12 | «МБК Миколаїв»      | 29   | 6        | 23      |

### 1/4
| Команда 1 | Рахунок | Команда 2 | 1 | 2 | 3 | 4 | 5 |
| --------- | ------- | --------- | - | - | - | - | - |
|           |         |           |   |   |   |   |   |
|           |         |           |   |   |   |   |   |
|           |         |           |   |   |   |   |   |
|           |         |           |   |   |   |   |   |

### 1/2
| Команда 1 | Рахунок | Команда 2 | 1 | 2 | 3 | 4 | 5 |
| --------- | ------- | --------- | - | - | - | - | - |
|           |         |           |   |   |   |   |   |
|           |         |           |   |   |   |   |   |

### Матч за 3-є місце
| Команда 1 | Рахунок | Команда 2 | 1 | 2 | 3 | 4 | 5 |
| --------- | ------- | --------- | - | - | - | - | - |
|           |         |           |   |   |   |   |   |

### Фінал
| Команда 1 | Рахунок | Команда 2 | 1 | 2 | 3 | 4 | 5 |
| --------- | ------- | --------- | - | - | - | - | - |
|           |         |           |   |   |   |   |   |